# レバー (操作機具)
レバー（英: Lever）とは、機器を操作するための入力機器の一種であり、多くの機械に取り付けられている。一般的には棒状で、固定された支点があり、支点に対してレバー自体を動かすことで操作する。機械の動作状態を変更したり、機械の動作するトルク・速度などを調節する為に使用される。同様の物は分野や組織によっては、スティックやハンドルとも呼ばれる。

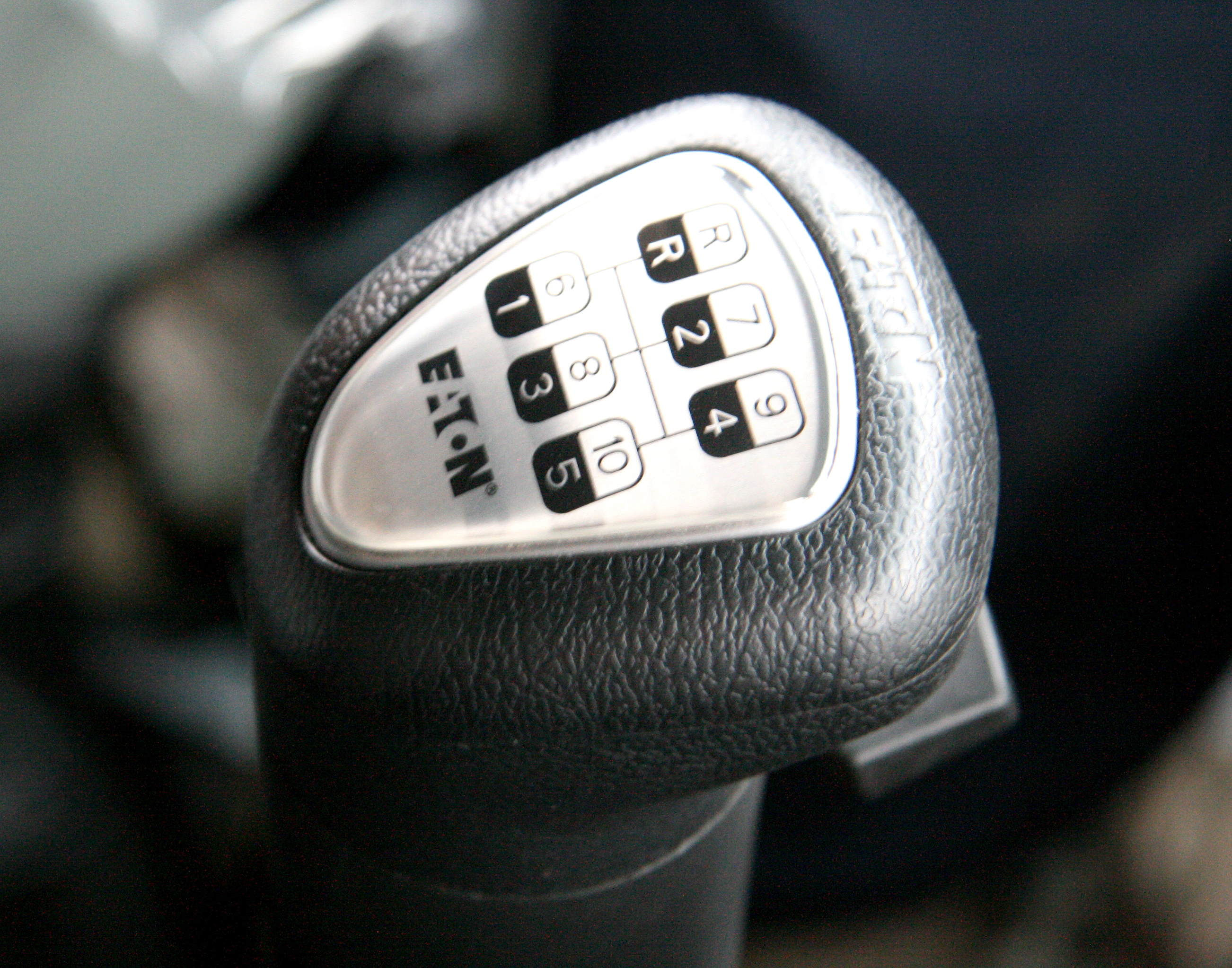
自動車のマニュアル車用シフトレバーの一例

## 採用例

### 自動車
シフトレバー
自動車のトランスミッションの回転比を変更したり、自動車を後退させたりする時に使用する。
ウインカーレバー
方向指示器を出し、周りの車に移動しようとする方向を知らせるのに使用する。
パーキングブレーキレバー
自動車を固定する場合、あるいはフットブレーキが効かない時に非常ブレーキとして使用する。
等

### 鉄道車輌
マスター・コントローラー
レバーと名はつかないが、レバーの一種である。
電車・電気機関車のモーターにかかる電力、あるいは気動車・ディーゼル機関車のエンジンに送る燃料の量を変化させ、列車の加速力の調節に使用する。
ブレーキ設定器
ブレーキレバーと一般的に呼ばれる。上記のマスター・コントローラーと一体になっている物も存在する。
列車を減速、停止させるのに使用する。
等

### 航空機
スロットルレバー
スラストレバーとも呼ばれる。
エンジンに流れる燃料の量を変化させ、航空機の速度や高度等を加減するのに使用する。
ランディングギアレバー
離着陸時に航空機の車輪を出し入れするのに使用する。
フラップレバー
離着陸など、速度が遅い時に大きな揚力が必要な場合などに、航空機のフラップの角度を変化させるのに使用する。
スポイラーレバー
空力ブレーキの制動力を変化させ、航空機を減速させるのに使用する。
等

### 汎用

ジョイスティックの構造

ジョイスティック
電子、電気機器に方向を入力する為の部品
レバーと名はつかないが、レバーの一種であるものが多い。また、操作説明で「レバーを左に入れて」などと記述される場合も有る。
ビデオゲーム中の主人公キャラクターの操作、入力インタフェースのカーソルの移動、ロボットやクレーン、輸送機器などの操作などに使われる。